# Tussengastheer
Een tussengastheer of intermediaire gastheer is een dierlijke gastheer waarin een parasiet een deel van zijn levenscyclus doorbrengt. Een ander deel van de levenscyclus wordt doorgebracht in de (eind)gastheer. Tijdens zijn verblijf bij een tussengastheer plant de parasiet zich niet geslachtelijk voort; wel kan er ongeslachtelijke voortplanting plaatsvinden. Een dergelijke parasitaire levenscyclus wordt complexe of indirecte levenscyclus genoemd.

## Heteroxene en monoxene parasieten
Parasieten die in hun levenscyclus een stadium met een tussengastheer doormaken, worden 'heteroxene parasieten' genoemd. Dit in tegenstelling tot parasieten die op slechts één gastheer parasiteren en zich dus niet bedienen van een tussengastheer: die worden 'monoxene parasieten' genoemd. Voorbeelden daarvan zijn Entamoeba histolytica en de spoelworm (Ascaris lumbricoides), die direct worden overgebracht van de ene op de volgende (eind)gastheer.

## Functie
Een tussengastheer kan voor een parasiet meerdere functies hebben:
- De parasiet kan in deze tussengastheer groeien of zich ongeslachtelijk voortplanten.

Een voorbeeld hiervan is de leverbot (de platworm Fasciola hepatica). Het volwassen dier, dat zich bij herkauwers in de galgangen van de lever bevindt, produceert talrijke eieren, die met de gal in het darmkanaal en vervolgens met de uitwerpselen in de buitenwereld terechtkomen. Afhankelijk van de temperatuur en de aanwezigheid van voldoende water, ontwikkelt zich uit het ei binnen 2 à 4 weken een miracidium-larve, die in het water leeft en actief op zoek gaat naar de tussengastheer, zijnde de leverbotslak (Galba truncatula). Het miracidium dringt de slak binnen, waar het zich ongeslachtelijk vermenigvuldigt door de vorming van een sporocyst (1 mm). Deze sporocyst vormt vervolgens 5 à 8 rediae (soms met dochterrediae) die zich gedurende twee maanden doorontwikkelen tot het cercaria-stadium. Na twee maanden verlaten de uitontwikkelde cercariae de slak waarna ze via besmette planten weer opgegeten worden door een herkauwer.
- Een andere belangrijke functie is die van 'vector': het overbrengen van een parasiet van de ene gastheer naar de volgende.

Zo wordt de rondworm Onchocerca volvulus die verantwoordelijk is voor rivierblindheid, overgebracht door kriebelmuggen die functioneren als tussengastheer. Een andere wijze van transport voor een parasiet is om als tussengastheer een predator te gebruiken, die de eerdere gastheer opeet nadat die - vaak mede door toedoen van de parasiet - is overleden. De parasiet overleeft het 'opgegeten worden' en infecteert de tussengastheer, waarin hij een tijdje meelift. Uiteindelijk verlaat de parasiet het lichaam van de tussengastheer, bijvoorbeeld via de ontlasting, en komt tenslotte via de voedselketen in de uiteindelijke gastheer terecht.
Het hebben van een tussengastheer kan voor een parasiet ook nadelen hebben: de soort kan zich niet voortplanten buiten het geografische verspreidingsgebied van de gastheer èn van de tussengastheer. Waar een van beiden wegvalt (of bestreden wordt), zal de andere ook niet langer meer besmet raken, en valt de levenscyclus van de parasiet stil.